# Brigade de recherches et d'investigations financières
 (mars 2014).
La Brigade de recherches et d'investigations financières (BRIF) est un service spécialisé dépendant de la sous-direction des Affaires économiques et financières (SDAEF) de la Direction régionale de la police judiciaire de Paris (DRPJ). Ce service, composé d'enquêteurs capables de mener des investigations de longue haleine est également formé pour utiliser toutes les techniques policières dites de terrain telles que les filatures ou les surveillances. Les compétences de la BRIF portent sur deux infractions principales : 
- le trafic national et international de fausse monnaie ;
- le blanchiment d'argent, provenant (majoritairement) du crime organisé.

La fausse monnaie, fabriquée à grande, voire très grande échelle est le fruit d'organisations criminelles transnationales telles que la Camorra, société criminelle composée de familles et de clans de type mafieux dont le territoire s'étend de Naples (Italie) à toute sa région.
Le blanchiment d'argent est le processus utilisé par les organisations sus-mentionnées ou des groupes criminels moins structurés provenant de divers horizons pour dissimuler l'origine frauduleuse d'argent provenant d'activités délictuelles ou criminelles aux fins de le « blanchir » : c'est-à-dire de l'investir dans des activités légales.
Ainsi peut-on parler de blanchiment de trafic de stupéfiants, de trafic d'armes, de fraude fiscale, etc.